# Agathis orbicula
Agathis orbicula — вид хвойних рослин родини араукарієвих.

## Поширення, екологія
Країни проживання: Індонезія (Калімантан); Малайзія (Сабах, Саравак). Зустрічається при більш низьких висотах, ніж А. lenticula в вічнозелених дощових лісах і високих Керангас (вид тропічних вологих лісів на острові Борнео) на висотах від 450 до 1050 метрів. 

## Морфологія
Дерево висотою до 40 м. Кора темно-коричнева, відлущується на нерегулярні пластини, внутрішньо гранульована і червонувато-коричнева; сік виробляє жовтувату смолу. Листки від овальних до кругових, тісно розміщені, сизі знизу, 2,4–3,6 × 1,2–2,4 см, на короткій ніжці. Підліткові листки круглі, гострі, 6,5 × 2,8 см, і на короткій ніжці. Шишки овальні, коли молоді, зрілі розміром до 7 × 4,5 см. Пилкові шишки яйцюваті або циліндричні, 9–14 × 4–6 мм, на 2–3 мм плодоніжках.

## Використання
Має цінну деревину. Лісоруби рідко, якщо взагалі відрізняють цей вид від інших видів Agathis (наприклад А. borneensis), які зустрічаються в тому ж районі.

## Загрози та охорона
Експлуатація всіх високих дерев Agathis на Борнео була насиченою і продовжується дотепер. Як наслідок, ми можемо зробити висновок про зниження населення. Дві локації знаходяться в охоронних районах.